# Vic Reeves
Vic Reeves, artiestennaam van James Roderick Moir (Leeds, 24 januari 1959), is een Engelse komiek, die samen met Bob Mortimer het duo "Vic and Bob" vormde. Zijn handelsmerk is een surrealistisch en non sequitur gevoel voor humor.
Zijn artiestennaam zou komen van twee van zijn favoriete zangers, Vic Damone en Jim Reeves. Zijn vader, grootvader en hijzelf heten allen Jim Moir en delen bijna dezelfde verjaardag – Vic werd een dag eerder geboren.
Met Mortimer stond hij in 2003 in The Observer als een van de vijftig leukste acts in de Britse comedywereld. In een opiniepeiling om The Comedian's Comedian (De Komiek van de Komieken) werden Mortimer en hij door collega's gekozen tot de op acht na beste comedy-act ooit.

## Televisie
Een onvolledige lijst met Reeves' optredens in televisieprogramma's, zonder comedypartner Mortimer:
| Jaar      | Programma                          | Opmerking                                      |
| --------- | ---------------------------------- | ---------------------------------------------- |
| 2000      | Robot Wars                         | Deelnemer                                      |
| 2001      | Comic Relief: Say Pants to Poverty | Presentator                                    |
| 2001      | British Comedy Awards              | Een prijs uitgereikt                           |
| 2002      | Celebrity Mastermind               | Zijn gekozen onderwerp was piraten             |
| 2004      | Hell's Kitchen                     | Deelnemer                                      |
| 2004      | Who Do You Think You Are?          | Element                                        |
| 2002-2006 | Friday Night with Jonathan Ross    | Twee afleveringen                              |
| 2006      | Jools Holland's Hootenanny         | Reeves werd geïnterviewd en trad op als zanger |
| 1998-2007 | Never Mind the Buzzcocks           | Twee afleveringen                              |
| 2006-2007 | QI                                 | Vier afleveringen                              |
| 2007      | Brainiac: Science Abuse            | Presentator vanaf seizoen 5                    |
| 2007-2008 | Would I Lie To You?                | Panellid                                       |
| 2005-2008 | 8 out of 10 Cats                   | Zeven afleveringen                             |

## Boeken
- Vic Reeves Me: Moir (Volume One) - autobiografie, Virgin Books, 2006
- Sunboiled Onions - dagboek, schilderijen en tekeningen, Penguin Books, 1999